# Cisticolidae
Cisticolidae Sundevall, 1872 è una famiglia di uccelli dell'ordine Passeriformes.

## Distribuzione e habitat
La famiglia ha un ampio areale che si estende dall'Europa meridionale (ove è presente una sola specie, Cisticola juncidis, nota in Italia come beccamoschino), all'Africa (dove si concentra la maggiore biodiversità), spingendosi sino all'Asia e all'Australasia. Un genere (Neomixis) è endemico del Madagascar.

## Tassonomia
Comprende i seguenti generi e specie:
- Genere Neomixis
  - Neomixis tenella (Hartlaub, 1866) - jery del nord
  - Neomixis viridis (Sharpe, 1883) - jery verde del sud
  - Neomixis striatigula Sharpe, 1881 - jery golastriata
- Genere Cisticola
  - Cisticola erythrops (Hartlaub, 1857)
  - Cisticola lepe Lynes, 1930
  - Cisticola cantans (Heuglin, 1869)
  - Cisticola lateralis (Fraser, 1843)
  - Cisticola woosnami Ogilvie-Grant, 1908
  - Cisticola anonymus (J.W.von Müller, 1855)
  - Cisticola bulliens Lynes, 1930
  - Cisticola chubbi Sharpe, 1892
  - Cisticola hunteri Shelley, 1889
  - Cisticola nigriloris Shelley, 1897
  - Cisticola aberrans (A.Smith, 1843)
  - Cisticola emini Reichenow, 1892
  - Cisticola chiniana (A.Smith, 1843)
  - Cisticola bodessa Mearns, 1913
  - Cisticola njombe Lynes, 1933
  - Cisticola cinereolus Salvadori, 1888
  - Cisticola restrictus Traylor, 1967
  - Cisticola rufilatus (Hartlaub, 1870)

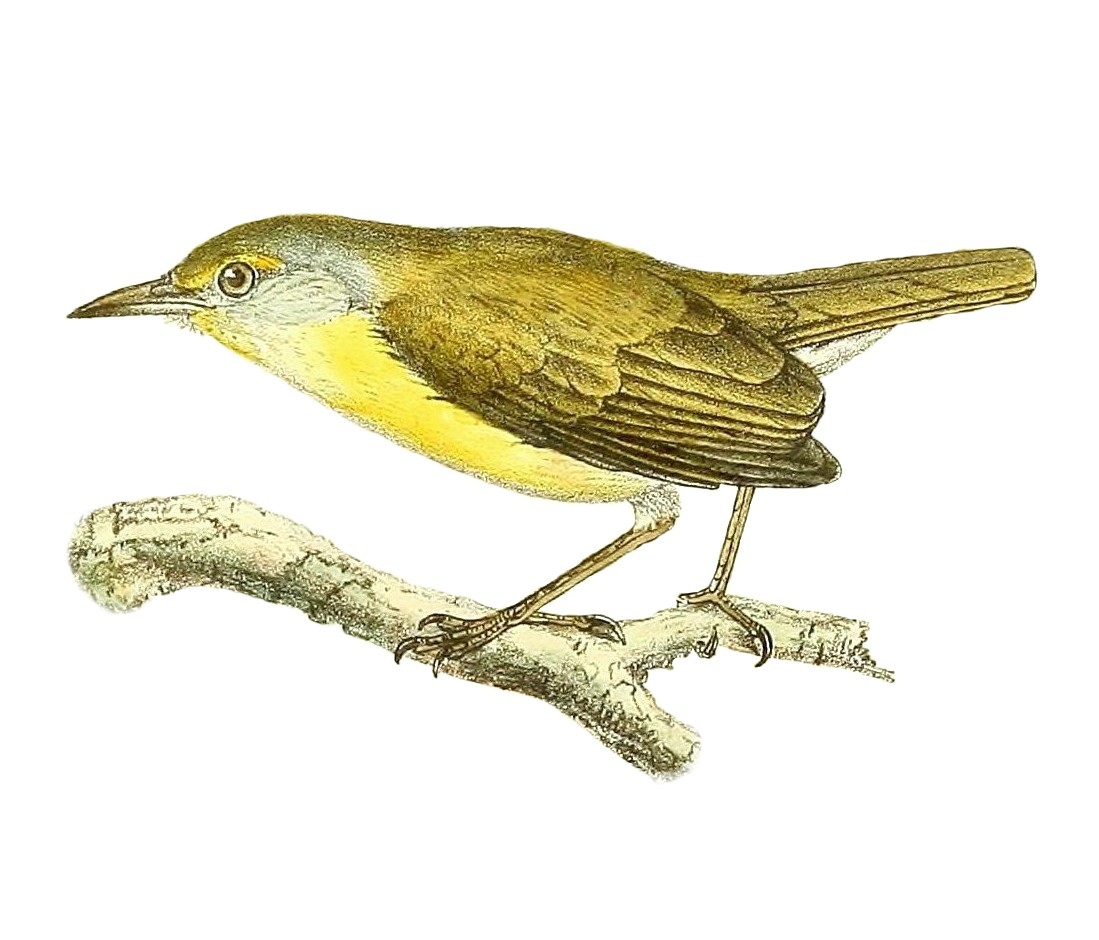
Neomixis tenella

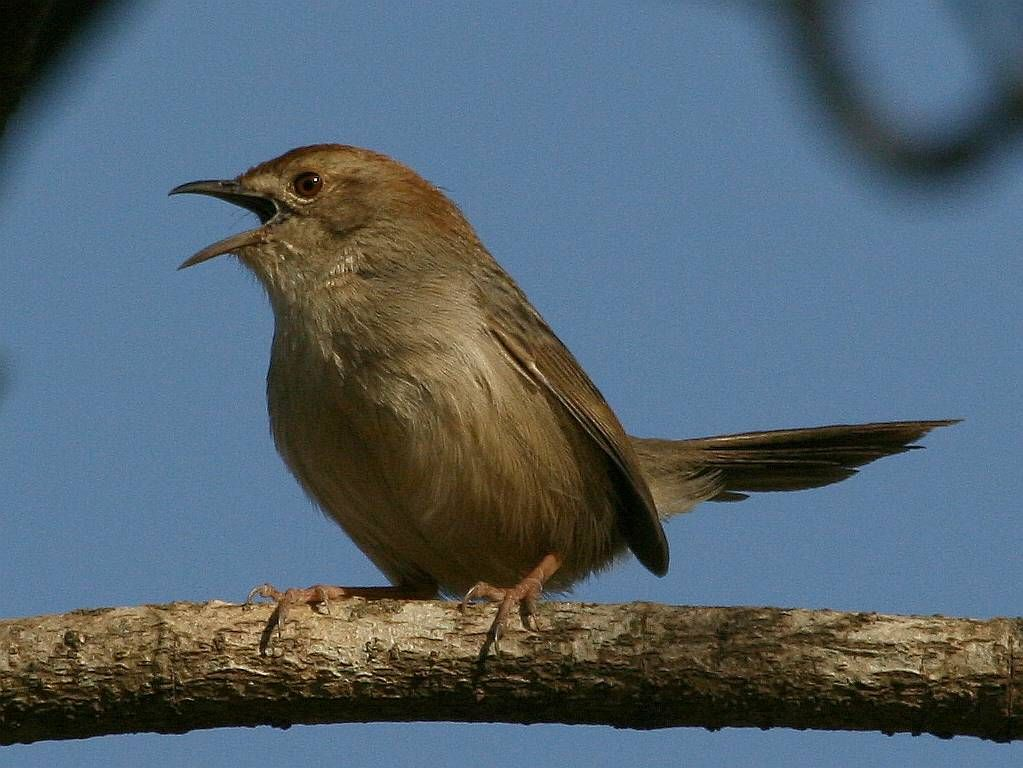
Cisticola aberrans

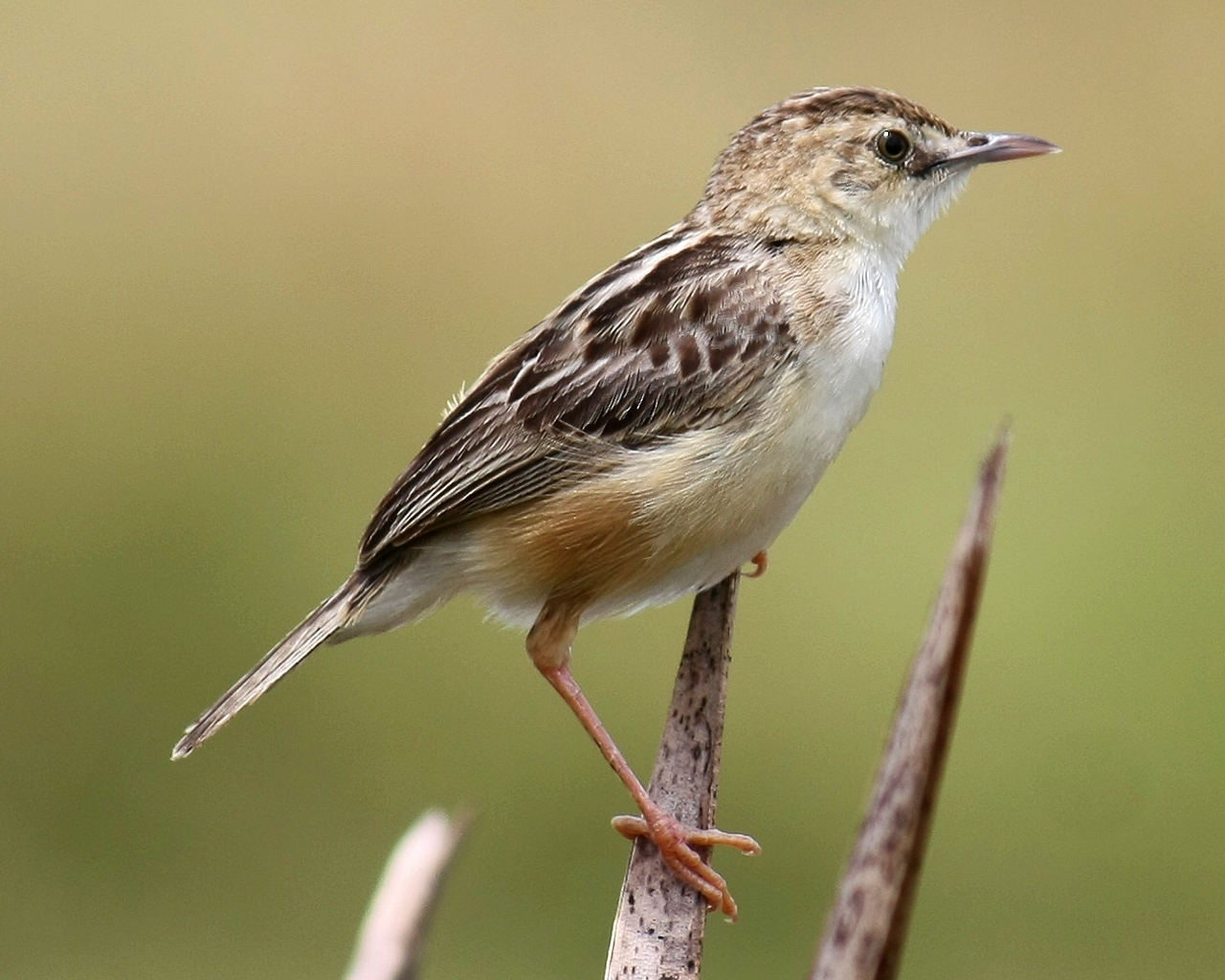
Cisticola juncidis

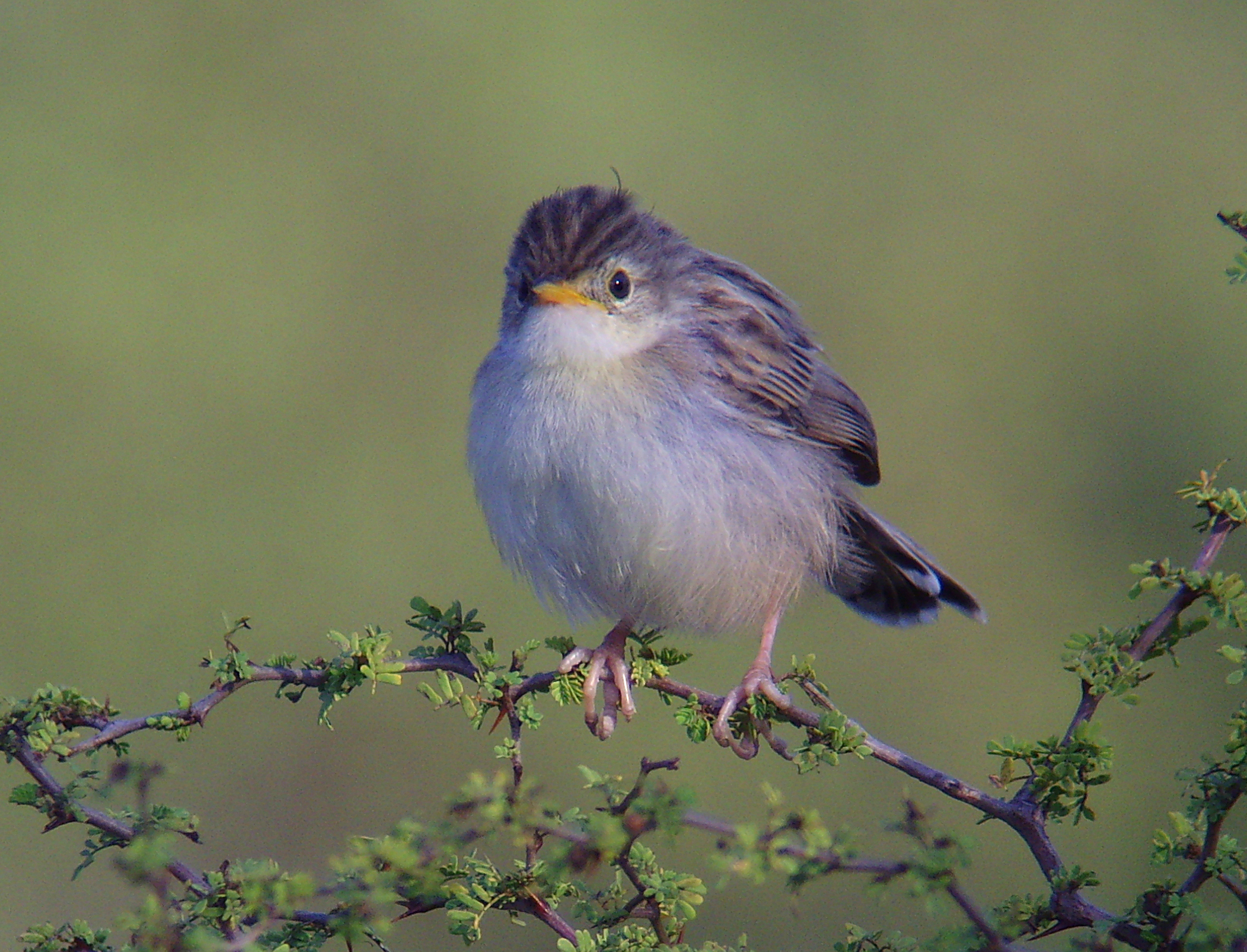
Cisticola cherina

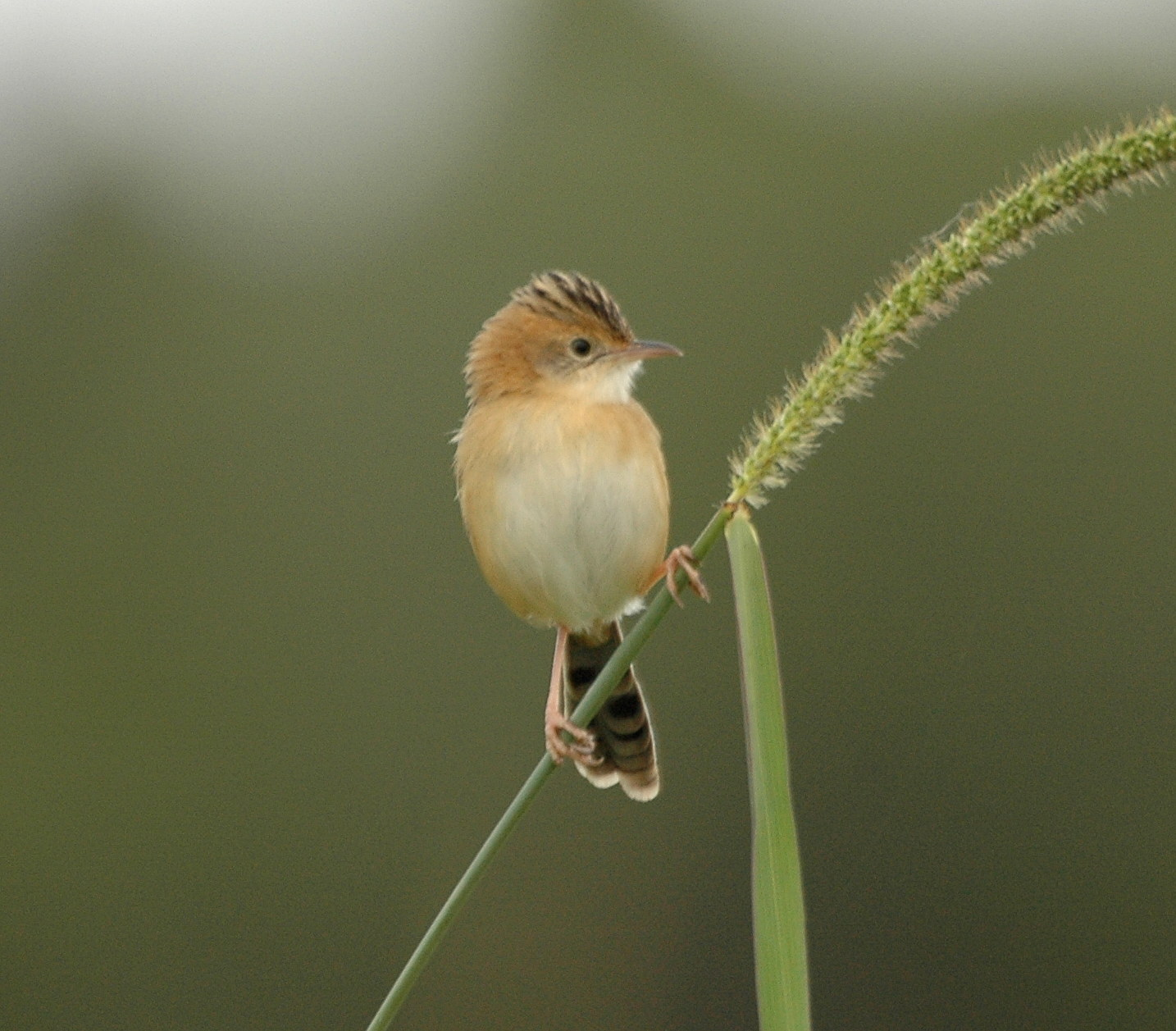
Cisticola exilis

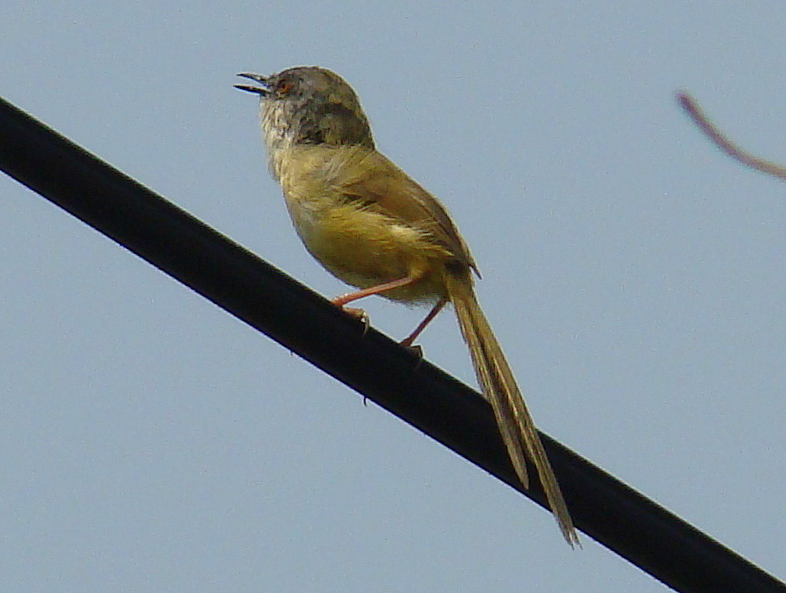
Prinia flaviventris

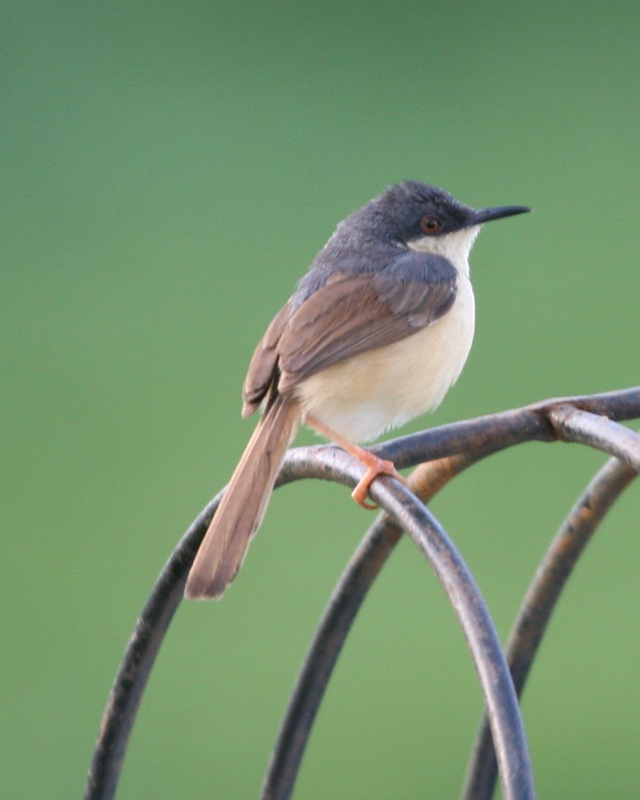
Prinia socialis

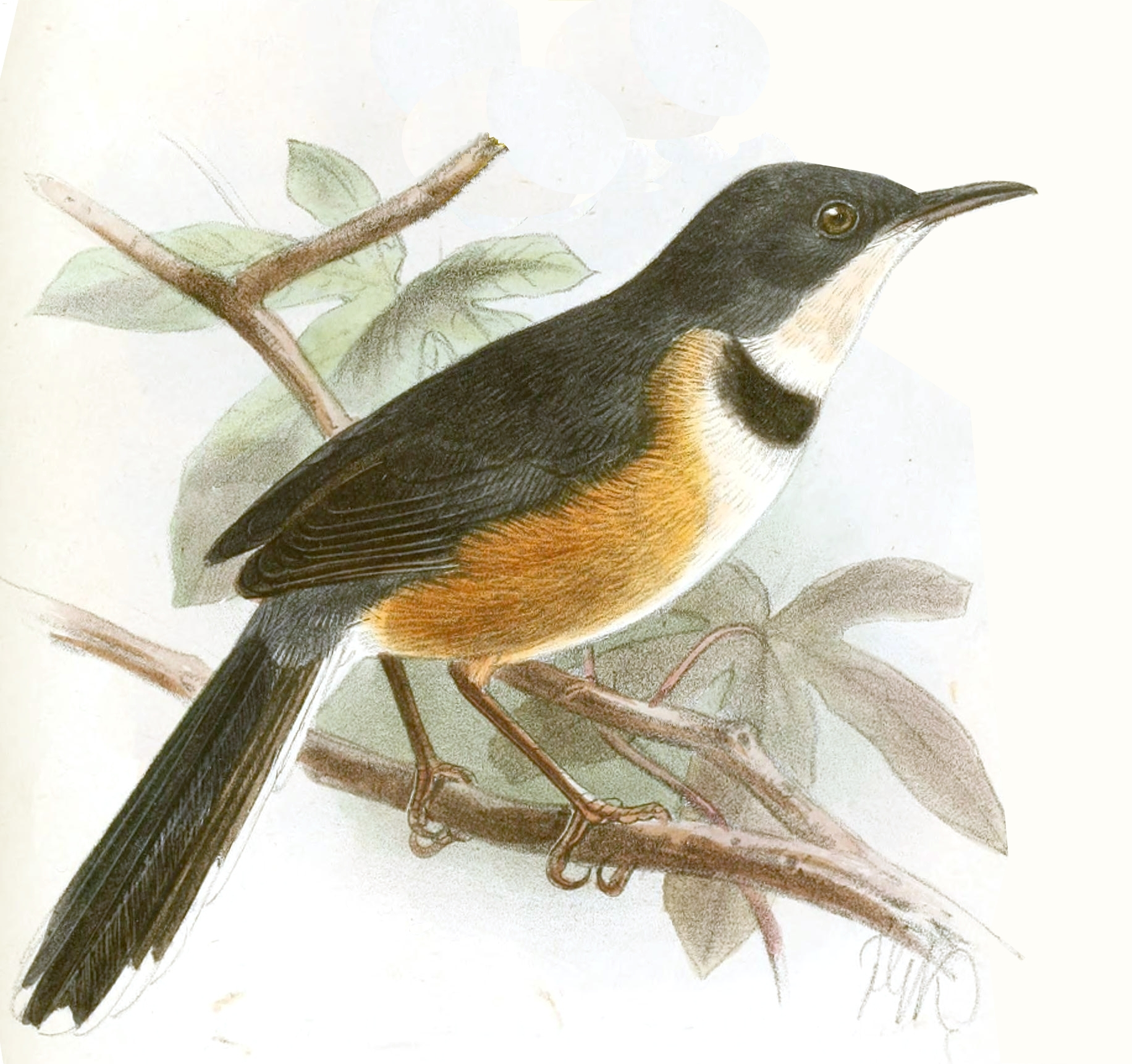
Oreolais pulcher

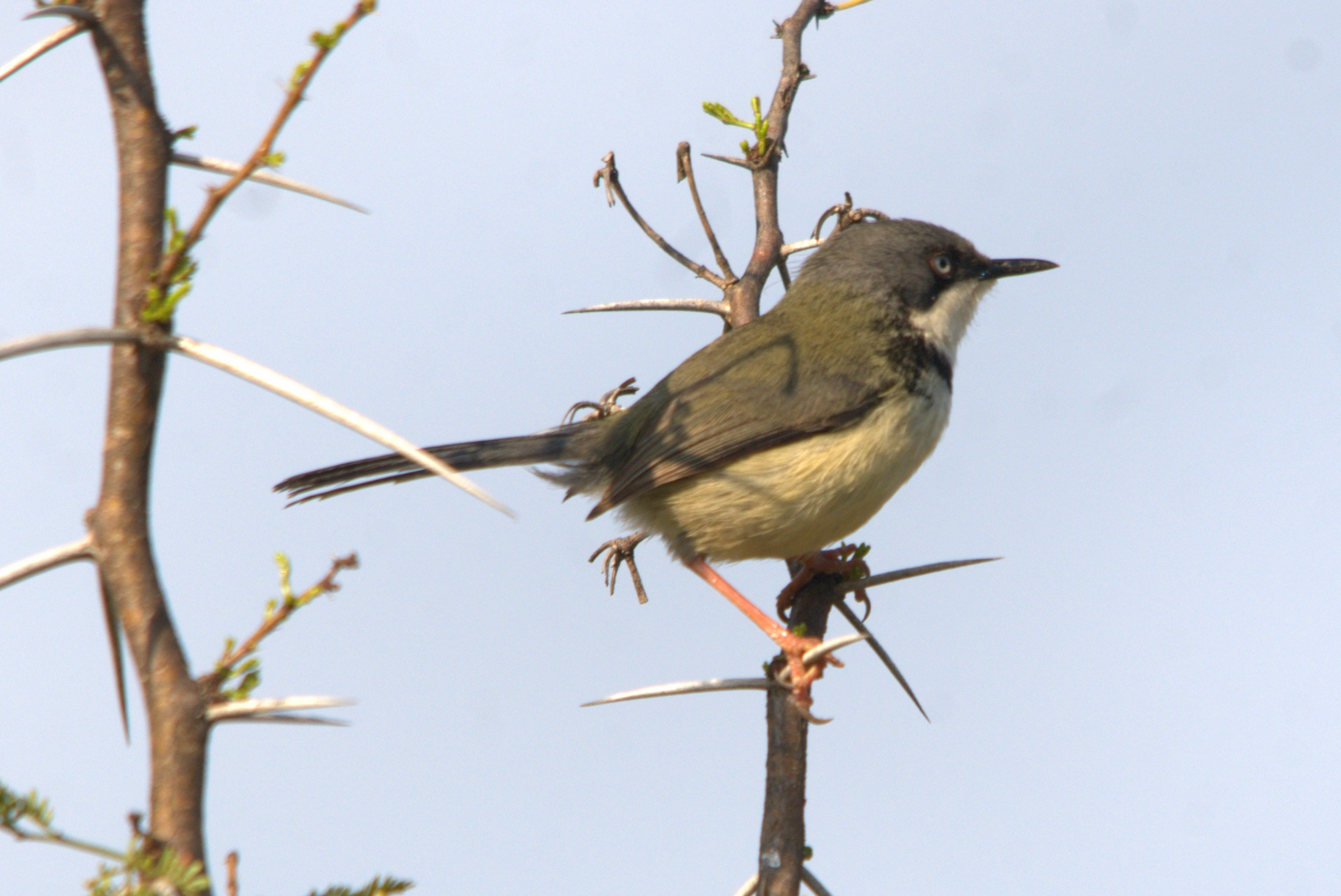
Apalis thoracica

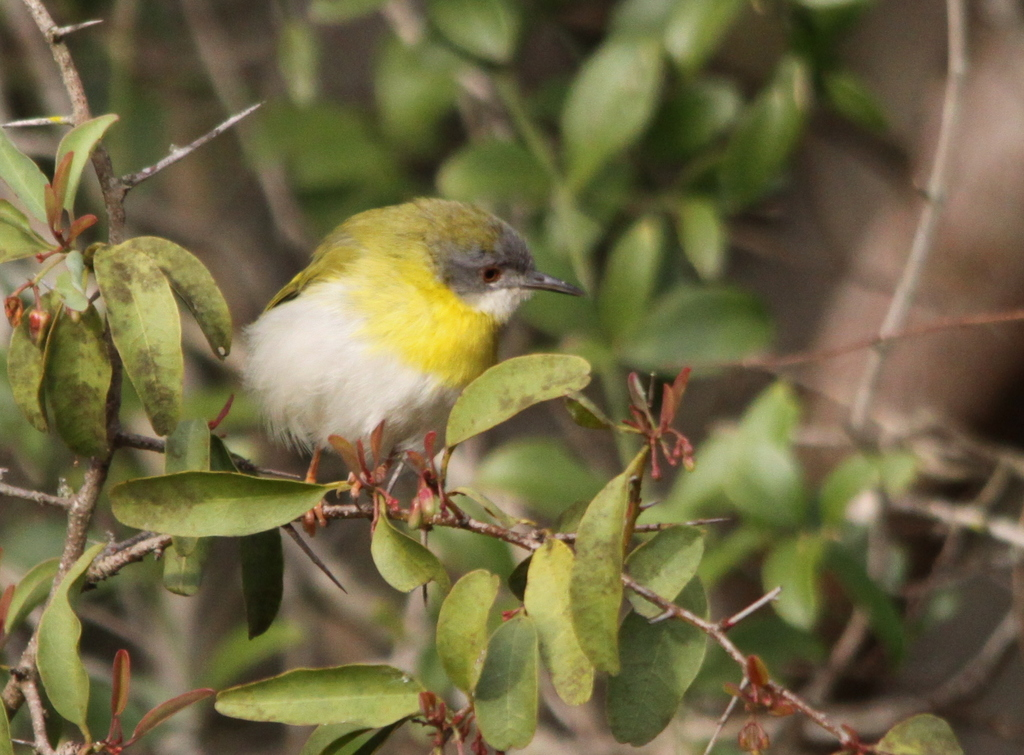
Apalis flavida

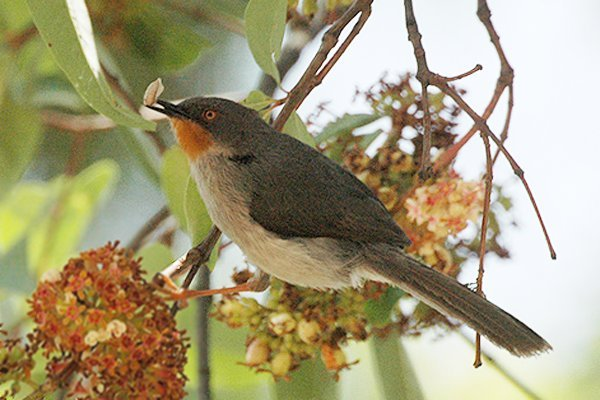
Apalis porphyrolaema

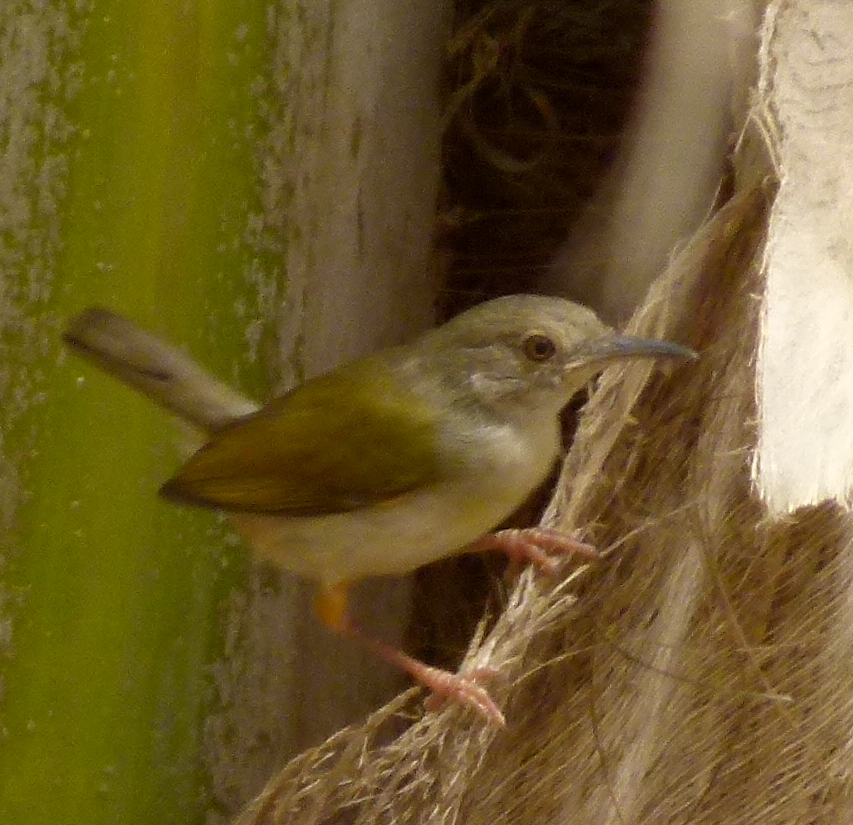
Camaroptera brevicaudata

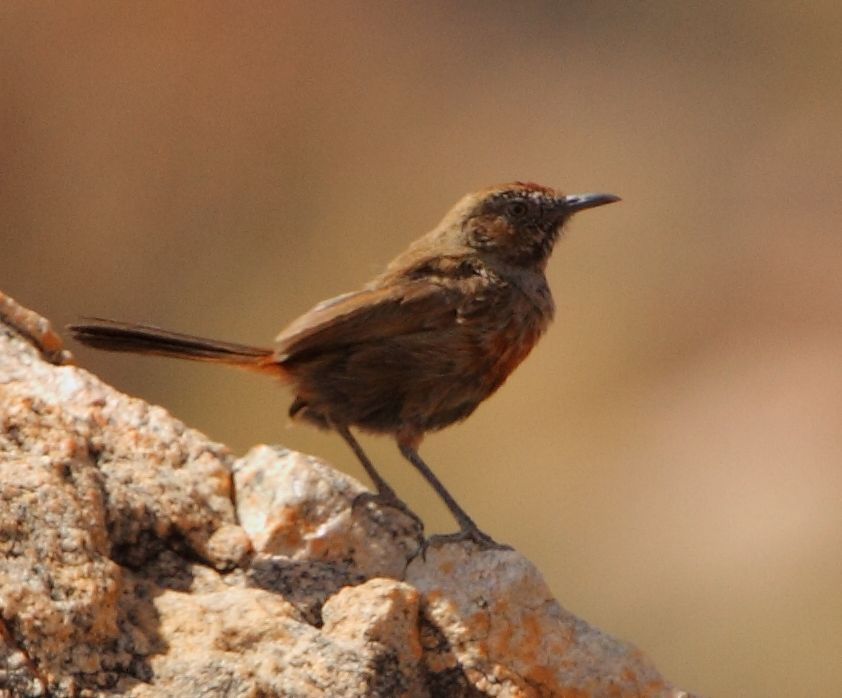
Euryptila subcinnamomea

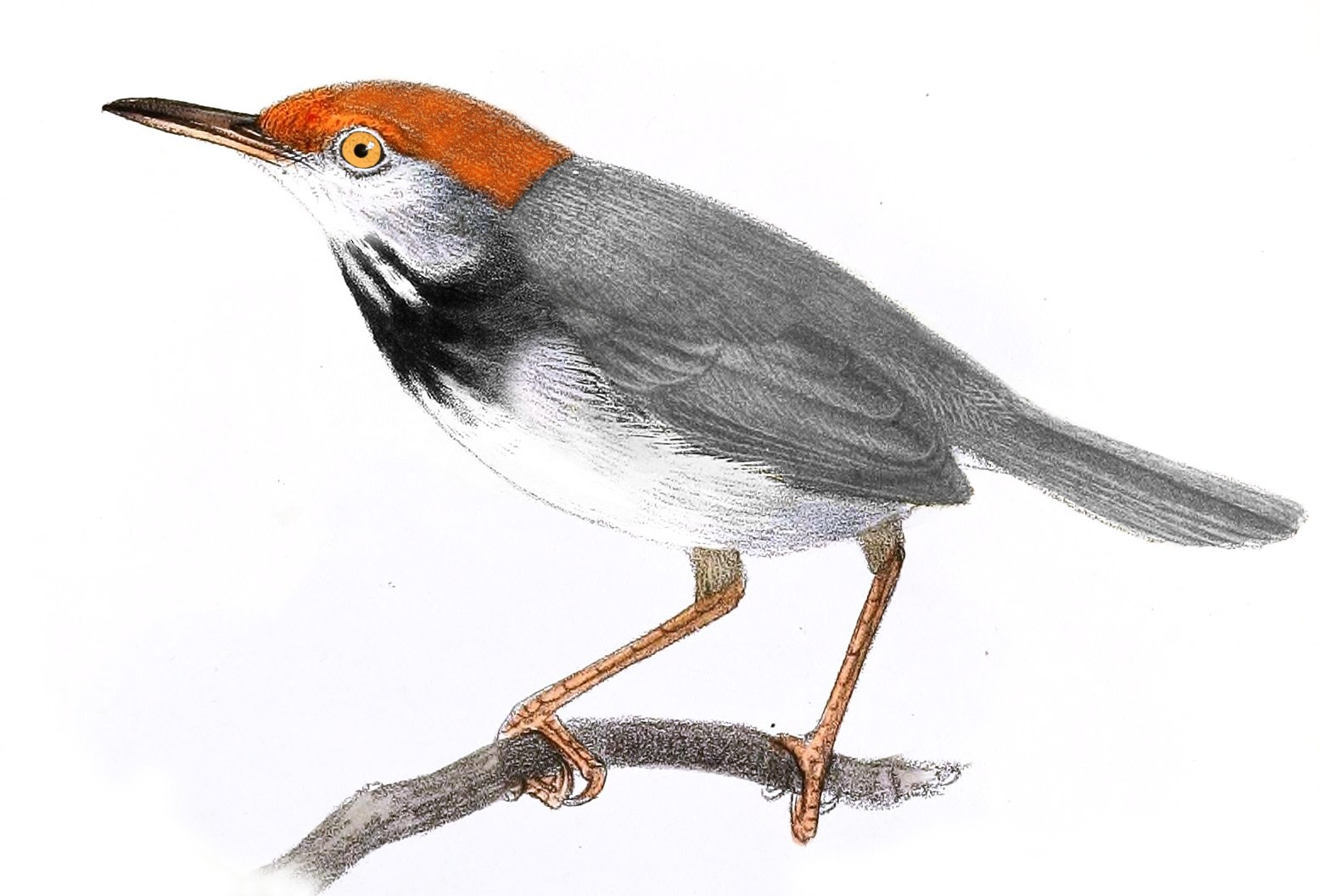
Orthotomus chaktomuk

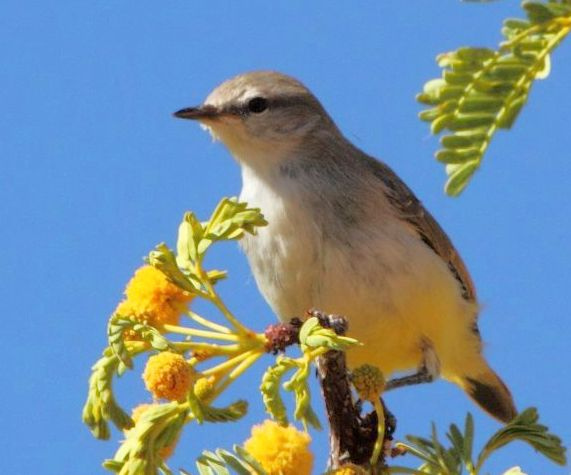
Eremomela icteropygialis

  - Cisticola subruficapilla (A.Smith, 1843)
  - Cisticola lais (Hartlaub & Finsch, 1870)
  - Cisticola distinctus Lynes, 1930
  - Cisticola galactotes (Temminck, 1821)
  - Cisticola marginatus (Heuglin, 1869)
  - Cisticola haematocephalus Cabanis, 1868
  - Cisticola lugubris (Rüppell, 1840)
  - Cisticola luapula Lynes, 1933
  - Cisticola pipiens Lynes, 1930
  - Cisticola carruthersi Ogilvie-Grant, 1909
  - Cisticola tinniens (Lichtenstein, 1842)
  - Cisticola robustus (Rüppell, 1845)
  - Cisticola aberdare Lynes, 1930
  - Cisticola natalensis (A.Smith, 1843)
  - Cisticola ruficeps (Cretzschmar, 1830)
  - Cisticola guinea Lynes, 1930
  - Cisticola nana G.A.Fischer & Reichenow, 1884
  - Cisticola brachypterus (Sharpe, 1870)
  - Cisticola rufus (Fraser, 1843)
  - Cisticola troglodytes (Antinori, 1864)
  - Cisticola fulvicapilla (Vieillot, 1817)
  - Cisticola angusticauda Reichenow, 1891
  - Cisticola melanurus (Cabanis, 1882)
  - Cisticola juncidis (Rafinesque, 1810) - beccamoschino
  - Cisticola haesitatus (P.L.Sclater & Hartlaub, 1881)
  - Cisticola cherina (A.Smith, 1843) - beccamoschino del Madagascar
  - Cisticola aridulus Witherby, 1900
  - Cisticola textrix (Vieillot, 1817)
  - Cisticola eximius (Heuglin, 1869)
  - Cisticola dambo Lynes, 1931
  - Cisticola brunnescens Heuglin, 1862
  - Cisticola cinnamomeus Reichenow, 1904
  - Cisticola ayresii Hartlaub, 1863
  - Cisticola exilis (Vigors & Horsfield, 1827)
- Genere Incana
  - Incana incana (P.L.Sclater & Hartlaub, 1881)
- Genere Prinia
  - Prinia crinigera Hodgson, 1836
  - Prinia polychroa (Temminck, 1828)
  - Prinia atrogularis (F.Moore, 1854)
  - Prinia superciliaris (Anderson, 1871)
  - Prinia cinereocapilla F.Moore, 1854
  - Prinia buchanani Blyth, 1844
  - Prinia rufescens Blyth, 1847
  - Prinia hodgsonii Blyth, 1844
  - Prinia gracilis (Lichtenstein, 1823)
  - Prinia sylvatica Jerdon, 1840
  - Prinia familiaris Horsfield, 1821
  - Prinia flaviventris (Delessert, 1840)
  - Prinia socialis Sykes, 1832
  - Prinia subflava (Gmelin, JF, 1789)
  - Prinia inornata Sykes, 1832
  - Prinia somalica (Elliot, 1897)
  - Prinia fluviatilis Chappuis, 1974
  - Prinia flavicans (Vieillot, 1821)
  - Prinia maculosa (Boddaert, 1783)
  - Prinia hypoxantha (Sharpe, 1877)
  - Prinia molleri Barboza du Bocage, 1887
  - Prinia bairdii (Cassin, 1855)
  - Prinia melanops (Reichenow & Neumann, 1895)
- Genere Schistolais
  - Schistolais leucopogon (Cabanis, 1875)
  - Schistolais leontica (Bates, 1930)
- Genere Phragmacia
  - Phragmacia substriata (A.Smith, 1842)
- Genere Oreophilais
  - Oreophilais robertsi (Benson, 1946)
- Genere Heliolais
  - Heliolais erythropterus (Jardine, 1849)
- Genere Urolais
  - Urolais epichlorus (Reichenow, 1892)
- Genere Oreolais
  - Oreolais pulcher (Sharpe, 1891)
  - Oreolais ruwenzorii (Jackson, 1904)
- Genere Drymocichla
  - Drymocichla incana Hartlaub, 1881
- Genere Spiloptila
  - Spiloptila clamans (Cretzschmar, 1826)
- Genere Phyllolais
  - Phyllolais pulchella (Cretzschmar, 1830)
- Genere Apalis
  - Apalis thoracica (Shaw, 1811)
  - Apalis flavigularis Shelley, 1893
  - Apalis fuscigularis Moreau, 1938
  - Apalis lynesi Vincent, 1933
  - Apalis ruddi Grant, 1908
  - Apalis flavida (Strickland, 1853)
  - Apalis binotata Reichenow, 1895
  - Apalis personata Sharpe, 1902
  - Apalis jacksoni Sharpe, 1891
  - Apalis chariessa Reichenow, 1879
  - Apalis nigriceps (Shelley, 1873)
  - Apalis melanocephala (G.A.Fischer & Reichenow, 1884)
  - Apalis chirindensis Shelley, 1906
  - Apalis porphyrolaema Reichenow & Neumann, 1895
  - Apalis kaboboensis Prigogine, 1955
  - Apalis chapini Friedmann, 1928
  - Apalis sharpii Shelley, 1884
  - Apalis rufogularis (Fraser, 1843)
  - Apalis argentea Moreau, 1941
  - Apalis karamojae (van Someren, 1921)
  - Apalis bamendae Bannerman, 1922
  - Apalis goslingi Alexander, 1908
  - Apalis cinerea (Sharpe, 1891)
  - Apalis alticola (Shelley, 1899)
- Genere Urorhipis
  - Urorhipis rufifrons (Rüppell, 1840)
- Genere Malcorus
  - Malcorus pectoralis A.Smith, 1829
- Genere Hypergerus
  - Hypergerus atriceps (Lesson, 1831)
- Genere Eminia
  - Eminia lepida Hartlaub, 1881
- Genere Camaroptera
  - Camaroptera brachyura (Vieillot, 1821)
  - Camaroptera brevicaudata (Cretzschmar, 1830)
  - Camaroptera harterti Zedlitz, 1911
  - Camaroptera superciliaris (Fraser, 1843)
  - Camaroptera chloronota Reichenow, 1895
- Genere Calamonastes
  - Calamonastes simplex (Cabanis, 1878)
  - Calamonastes undosus (Reichenow, 1882)
  - Calamonastes stierlingi Reichenow, 1901
  - Calamonastes fasciolatus (A.Smith, 1847)
- Genere Euryptila
  - Euryptila subcinnamomea (A.Smith, 1847)
- Genere Bathmocercus
  - Bathmocercus cerviniventris (Sharpe, 1877)
  - Bathmocercus rufus Reichenow, 1895
- Genere Scepomycter
  - Scepomycter winifredae (Moreau, 1938)
  - Scepomycter rubehoensis Bowie, Fjeldsa & Kiure, 2009
- Genere Orthotomus
  - Orthotomus sutorius (Pennant, 1769)
  - Orthotomus atrogularis Temminck, 1836
  - Orthotomus chaktomuk Mahood et al., 2013
  - Orthotomus castaneiceps Walden, 1872 - uccello sarto delle Filippine
  - Orthotomus chloronotus Ogilvie-Grant, 1895
  - Orthotomus frontalis Sharpe, 1877 - uccello sarto fronterossiccia
  - Orthotomus derbianus F.Moore, 1855 - uccello sarto di Luzon
  - Orthotomus sericeus Temminck, 1836
  - Orthotomus ruficeps (Lesson, 1830)
  - Orthotomus sepium Horsfield, 1821
  - Orthotomus cinereiceps Sharpe, 1877
  - Orthotomus nigriceps Tweeddale, 1878
  - Orthotomus samarensis Steere, 1890
- Genere Artisornis
  - Artisornis moreaui (W.L.Sclater, 1931)
  - Artisornis metopias (Reichenow, 1907)
- Genere Poliolais
  - Poliolais lopezi (Alexander, 1903)
- Genere Eremomela
  - Eremomela icteropygialis (Lafresnaye, 1839)
  - Eremomela salvadorii Reichenow, 1891
  - Eremomela flavicrissalis Sharpe, 1895
  - Eremomela pusilla Hartlaub, 1857
  - Eremomela canescens Antinori, 1864
  - Eremomela scotops Sundevall, 1850
  - Eremomela gregalis (A.Smith, 1829)
  - Eremomela usticollis Sundevall, 1850
  - Eremomela badiceps (Fraser, 1843)
  - Eremomela turneri van Someren, 1920
  - Eremomela atricollis Barboza du Bocage, 1894